# Pysanka-museet
Pysanka-museet (ukrainska: Музей писанкового розпису) är ett museum i Kolomyja i västra Ukraina  dedikerat till ukrainska påskägg, pysanka. Museet fick ett speciellt omnämnande i samband med tävlingen om Ukrainas sju underverk.
Ingången till museet är utformat som  ett 14 meter högt ägg med en diameter på 10 meter målat som en pysanka. Den permanenta samlingen består av mer än 12 000 föremål varav de flesta är påskägg från olika oblast i Ukraina, men också dekorerade ägg från andra slaviska länder som Belarus, Tjeckien och Polen och "exotiska" länder som Sverige, USA, Sri Lanka och Indien. De flesta är nytillverkade enligt gamla traditioner, men det finns också  påskägg från området runt Ivano-Frankivsk från 1800- och 1900-talet.
Samlingen, som grundades i oktober 1987, förvarades i Kolomyjas gamla kyrka tills den flyttades till det nybyggda museet år 2000 i samband med den årliga huzulfestivalen.
Pysanka tillverkade av lokala konstnärer samt huzulernas påsktraditioner och annan folkkonst visas på tillfälliga utställningar.